# Ward Vanhoof
Ward Vanhoof (né le 18 avril 1999 à Mol) est un coureur cycliste belge.

## Biographie
En septembre 2020, il signe un premier contrat professionnel de deux ans avec l'équipe Sport Vlaanderen-Baloise.

## Palmarès et résultats

### Palmarès par année
- 2016
  - Champion de la province d'Anvers du contre-la-montre juniors
  - 1re et 2e (contre-la-montre) étapes du Tour du Pays d'Olliergues
  - 2e du Tour du Pays d'Olliergues
- 2017
  - Champion de la province d'Anvers du contre-la-montre juniors
  - 2e du championnat de la province d'Anvers du contre-la-montre espoirs
  - 3e du championnat de Belgique du contre-la-montre juniors
  - 3e des Trois Jours d'Axel
- 2019
  -  Champion de Belgique du contre-la-montre par équipes
  - Circuit Het Nieuwsblad espoirs
  - 3e du Tour du Brabant flamand
  - 3e du Tour de Namur

### Classements mondiaux
| Année           | 2019 |
| --------------- | ---- |
| UCI Europe Tour | 921e |